# Almejas a la marinera

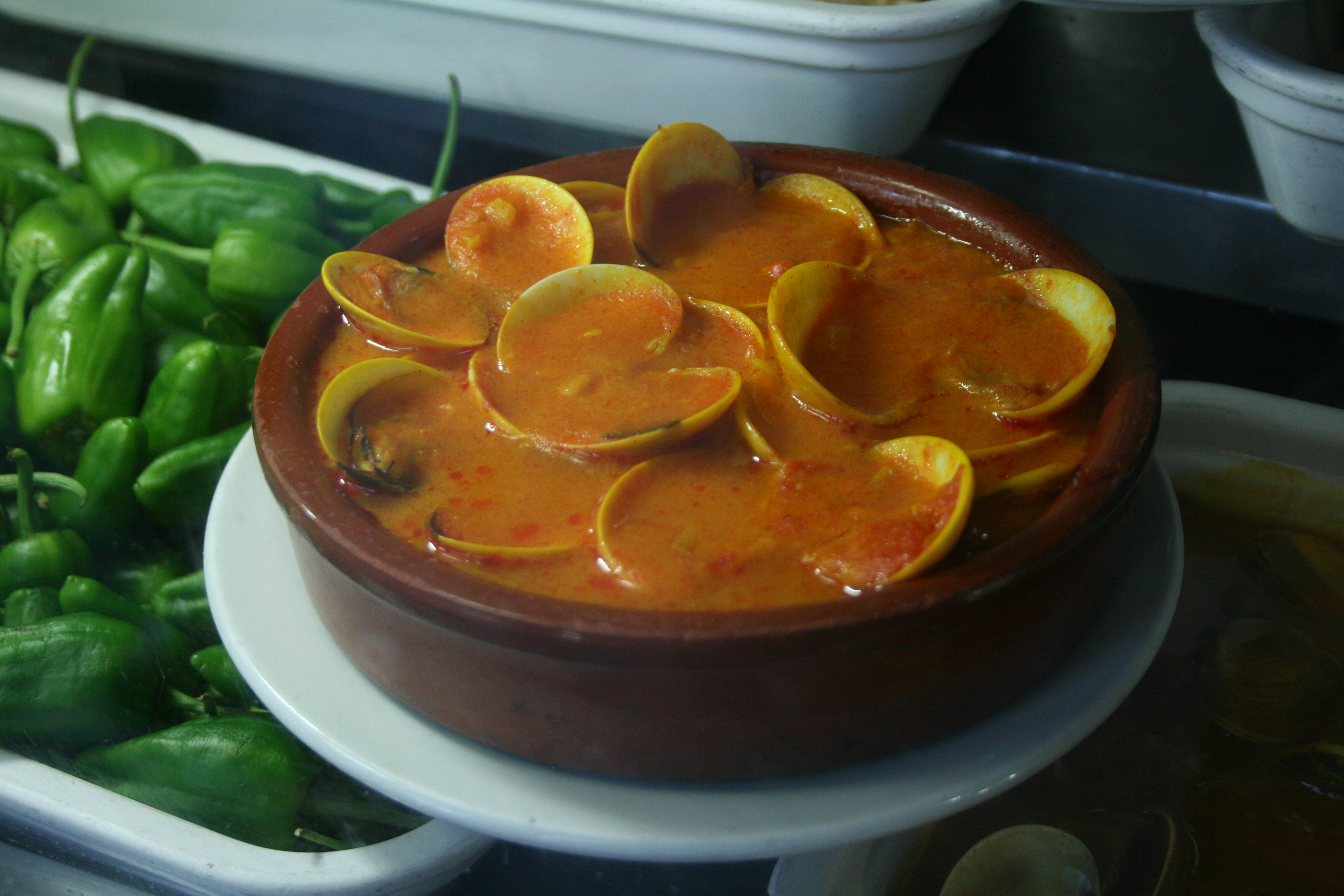
Cuenco de barro con almejas a la marinera (piatto tipico galiziano).

Le almejas a la marinera (ameixas á mariñeira in galiziano; letteralmente "vongole alla marinara") sono un piatto a base di vongole tipico della gastronomia galiziana, particolarmente della zona delle Rías Bajas, ma popolare anche in altre zone della Spagna, come per esempio in Cantabria.
Le vongole vengono cucinate con un soffritto di cipolla e pomodoro tritato, e con del vino bianco. Il tutto viene poi aromatizzato e colorato con della paprica. 
Questo piatto viene servito caldo, tradizionalmente in una casseruola d'argilla.

## Caratteristiche
Si tratta di una preparazione che, poiché utilizza le vongole, possiede un caratteristico aroma di mare, ottenendo così la denominazione «a la marinera» . A volte, vengono utilizzate carcasse di frutti di mare, in modo da ottenere un brodo che accompagni e aromatizzi il piatto.
In genere si utilizzano le vongole, anche se a volte possono essere presentati dei piatti con un particolare tipo di vongole o lupini, le Chamelea gallina ("chirlas a la marinera"), che hanno una dimensione più piccola. Allo stesso modo, a volte si può preparare il piatto utilizzando le cozze ("mejillones a la marinera").
Normalmente, la salsa ha un colore rosso, dovuto all'uso della paprica dolce. A volte, si aggiunge del peperoncino in polvere, che conferisce al piatto un sapore leggermente piccante.